# Zone d'activité économique
Une zone d'activité ou encore une zone d'activité économique (ZAE) est, en France, un site réservé à l'implantation d'entreprises (industrielles, commerciales, artisanales, portuaires, aéroportuaires…) dans un périmètre donné.
Une définition officielle de la zone d'activité économique est introduite avec la « loi Climat et Résilience » du 22 août 2021 qui l'inscrit au Code de l'urbanisme. Ces zones sont définies, aménagées et gérées par la collectivité territoriale à laquelle appartient le territoire d'implantation et qui en a la compétence. Depuis la loi NOTRe du 7 août 2015, ce sont uniquement les établissements publics de coopération intercommunale qui ont cette compétence (entrée en vigueur au plus tard le 1er janvier 2017).
Elles réunissent autour d'un même objectif de croissance, et dans une logique de partenariat, les pouvoirs publics, les collectivités et les entreprises. Placées en général sous le régime juridique du permis d'aménager ou d'une zone d'aménagement concerté (ZAC), elles sont généralement localisées en périphérie des grands centres en raison de la proximité des infrastructures de transport, garantes de leur rayonnement régional, national, voire international et d'un bassin de main-d'œuvre et de services.
En 2024, il y a en France, selon le CEREMA, de 24 000 à 32 000 zones d'activités recensées (selon la définition retenue), soit 26 % des surfaces artificialisées du pays, constituant, selon la Banque des territoires, en 2024, un gisement foncier stratégique à l'heure de la réindustrialisation et du zéro artificialisation nette, « à condition de répondre aux attentes des entreprises et de leurs salariés et aux nouveaux enjeux environnementaux ».

## Typologie
Les ZAE concernent des activités ayant acquis un poids déterminant dans l'économie, déclinées en une dizaine de catégories :
- les zones artisanales (ZA) ;
- les zones commerciales, aussi appelées zones d'activité commerciale (ZC ou parfois ZAC, à ne pas confondre avec les zones d'aménagement concerté) ;
- les zones industrielles, aussi appelées zones d'activité industrielle (ZI ou ZAI) ;
- les zones logistiques (stockage et distribution des produits) ;
- les zones d'activités de services ;
- les zones mixtes (activités industrielles, entreprises logistiques, activités technologiques, commerce…) ;
- les zones portuaires et aéroportuaires ;
- les zones d'activités technologiques ;
- les zones spécialisées (activités industrielles spécifiques) ;
- les parcs d'activités économiques (PAE) ;
- les technopoles où se concentrent entreprises, centres de recherche,et universités.

## Histoire
Dans le contexte des Trente Glorieuses, la notion de zone d'activité fut initiée par la mutation économique des années 1960 et fortement influencée par le modèle américain, elle est, alors, une approche novatrice de la répartition des compétences visant à établir un meilleur équilibre des richesses et une meilleure organisation du territoire économique français. Certaines de ces zones, très dépendantes de la sidérurgie, du charbon ou du textile ont subi de lourdes crises, résolues (ou non) par des dynamiques de reconversion d'emplois et d'activités
Entre 24 000 et 32 000 zones représentent une surface globale d'environ 500 000 hectares sur l'ensemble du territoire national. Les éléments clés de leur réussite s'articulent autour de leur capacité à accroitre l'attractivité de leur territoire pour les acteurs économiques extérieurs (développement exogène) et à soutenir les efforts des entreprises proches (desserrement local).
Leur taille varie de quelques milliers de mètres carrés (zones artisanales) à quelques milliers d'hectares (zone industrielle et portuaire de Fos-sur-Mer 7 000 hectares).
Si l'on retient une définition large, il y en aurait environ 32 000 en France (soit 26 % des surfaces).
Soumises aux exigences d'une cohérence urbaine, aujourd'hui les zones d'activité ont parfois pris place dans la ville, jouant alors un rôle de vitrine susceptible de promouvoir la ville et sa région, en France ou à l'étranger. Elles tendent à intégrer les principes du développement durable, les processus de RSE et de protection environnementale, qui deviennent incontournables, y compris pour de futurs employés et investisseurs.

## Bilan 2023/2024
Les intercommunalités ont dû inventorier leurs zones d'activités économiques avant le 24 août 2023 (cf. loi Climat et Résilience du 22 août 2021) pour préparer le zéro artificialisation nette.
Selon ce bilan, en 2024, 50 % des emplois salariés y sont concentrés dans environ 13 700 ZAE d'après l'Insee (2023). 7,7 millions de salariés y sont employés dans 400 000 établissements (27 % du nombre total d'établissements du pays). En moyenne, chacun d'eux emploie 19 salariés, soit 2,8 fois plus que pour ceux situés hors zones d'activités. Mais 350 zones (2,5 % du total) concentrent la moitié de ces employés avec en moyenne 11 000 salariés par zone, principalement autour des aéroports parisiens, de Lyon ou Toulouse, ou dans des quartiers d'affaires comme La Défense.
Les emplois y sont principalement industriels (27 % des salariés des ZAE) : les deux tiers de l'emploi industriel se trouvent dans les ZAE. Le commerce, en seconde position, y fournit 24 % de l'emploi salariés avec deux secteurs dominants (commerce interentreprises et automobile). Les hypermarchés, grands magasins de sport, d'outillage… concentrent 59 de leurs établissements dans ces zones, mais 82 % de leurs effectifs.

## Critiques
En France, selon leur synthèse annuelle 2023 les autorités environnementales (page 30) reprochent à de nombreuses zones d'activité économique ou commerciales de se développer alors qu'elles « manquent systématiquement de justification au regard du taux d'occupation des ZAC voisines, à l'échelle intercommunale, ou au regard d'un besoin qui serait clairement étayé ».

## Évolutions, prospective
Dans le cadre de la transition écologique et de l'urgence climatique (qui inclut un besoin d'adaptation au changement climatique), entre ambitions de réindustrialisation et bouleversements induits par l'économie numérique (télétravail, intelligence artificielle…) ou encore dans le cadre du ZAN (zéro artificialisation nette), la Stratégie nationale de réindustrialisation est questionnée quant au devenir et à l'évolution des Zones d'Activités Économiques. Elles font en outre partie des opérations souvent très consommatrices d'espace, dans un contexte environnemental qui incite à protéger la ressource foncière, notamment dans le cadre de l'application du zéro artificialisation nette (ZAN). En région Île-de-France, selon un sondage commandé par la foncière Grand Paris Aménagement (publié début 2024) : « plus d'un maire sur deux affirme "ne plus avoir ou presque" de terrains à vocation économique disponibles sur sa commune ».